# Kontroverze oko popisa birača u Hrvatskoj
Kontroverze oko popisa birača u Hrvatskoj odnose se na stalne optužbe raznih nevladinih udruga o manipuliranju broja birača ili nepreciznoj evidenciji broja birača te države. Središnji državni ured za upravu pod vodstvom Antuna Palarića samo nekoliko dana prije izbora 2007. objavio je popis birača prema kojem u Hrvatskoj ima 4.073.294 birača, što je oko 105.000 birača više nego 2003. godine. Kako je u Hrvatskoj oko 900.000 onih koji nemaju biračko pravo jer su mlađi od 18 godina, proizlazi da Hrvatska ima oko 5 milijuna stanovnika, što je u suprotnosti s popisom stanovništva iz 2001. prema kojem je ona imala samo 4,4 milijuna.
GONG je nakon istih izbora ponovno upozorio na problem neažuriranih popisa birača za inozemstvo, odnosno na postojanje velikog broja preminulih birača u tim popisima. Procjena GONG-a je da se radi o "najmanje 20 posto birača".

## Zabilježene nepravilnosti

### Tvrdnje o više glasača nego broja stanovnika
Prema rezultatu istraživanja političkog blogera Marka Rakara te nekolicine blogera okupljenih oko kolaborativnog političkog bloga pollitika.com, popisi stanovništva pokazali su da će na izborima 2009. pravo glasa imati 4.478.386 birača, dok u Hrvatskoj živi 4.437.360 stanovnika, prema popisu iz 2001.
Treba izbjeći zabunu između broja birača i broja birača u Hrvatskoj. Naime broj birača se sastoji od broja birača u Hrvatskoj njih 3.824.731, broja birača nacionalnih manjina njih 248.899 i broja birača iz dijaspore njih 404.950. Zajedno to čini broj od 4.478.580 birača.
Dodatnu zabunu unosi to što se pripadnici manjina nalaze i na popisu birača u RH i na popisu birača nacionalnih manjina, pa je česta pogreška njihovo zbrajanje, iako su oni već uračunati u broj od 3.824.731. Njihovim dvostrukim računanjem dobiva se broj od 4.073.630 birača. 
Razlici između popisa stanovništva i popisa birača doprinosi i to što velik broj birača nacionalnih manjina ne živi u RH, ali se vodi na popisima birača te ostvaruje svoje biračko pravo.
Potrebna je posebna pažnja jer se ponekada ovim podacima namjerno manipulira.
Kako bi dokazao tu “nezakonitu rabotu”, Rakar je pokrenuo svoju stranicu na kojoj se po prvi put može vidjeti koliko se na pojedinoj adresi u Hrvatskoj nalazi registriranih birača.
"Javna je tajna da se biračkim popisima manipulira već gotovo dva desetljeća, a sve kako bi se osigurala prevlast točno određene političke grupacije na izborima", tvrdi Rakar. Ističe da je ovo manipuliranje osobito izraženo na lokalnim izborima kada prevagu može odnijeti i stotinjak glasova i kada Hrvatska obično postaje zemlja s većim brojem glasača od stanovnika.
Izborna prijevara temelji se na dvije osnovne metode, tvrdi Rakar. Prva je manje organizirana ali mnogobrojna – obitelj koja živi u Hrvatskoj dopušta svojoj rodbini iz primjerice Hercegovine da prijavi svoje prebivalište na njihovoj kućnoj adresi. Ovo je relativno teško razotkriti jer je riječ o “razmjerno” malim devijacijama.
Druga metoda je osobito popularna u selima Zagore i pograničnim područjima. Naime, u pojedinim zaseocima i naseljima postoje ogromna razilaženja u broju birača i broju stanovnika, a birači su često prijavljeni na adrese bez kućnog broja. Neki od primjera su zaseoci u okolici Vrgorca poput Dusine ili Vinjana donjih. U takvim manjim sredinama neki su ljudi omogućili masovni upis birača na nepostojeće adrese, što je protuzakonito i kažnjivo djelo. U Hrvatskoj ima više od stotinu naselja s tako neuobičajenim prirastom birača, a nebulozan trend vidljiv je čak i u većim gradovima – u Makarskoj primjerice živi 13.716 stanovnika, dok je na popisu 14.091 birača.
Na svojoj stranici Rakar predstavlja provjerene podatke za naselja u okolici Vrgorca:
| Naselje   | Popis stanovništva | Popis birača | Birači/stanovnici |
| --------- | ------------------ | ------------ | ----------------- |
| Banja     | 175                | 253          | 145 %             |
| Dusina    | 371                | 528          | 142 %             |
| Orah      | 260                | 363          | 140 %             |
| Podprolog | 291                | 400          | 137 %             |
| Vrgorac   | 1,536              | 2,084        | 136 %             |

### Sumnjive adrese
Prema optužbama, stanovnici susjedne države BiH prijavljuju se u Hrvatskoj – pa tako i u Dusini, ali i Vrgorcu te susjednim mjestima – zbog dobivanja socijalne pomoći, porodiljnih naknada, mirovina te zdravstvenog osiguranja, a zauzvrat vjerojatno glasaju po diktatu, tvrde neki. Popisi birača nemaju veze s demografskim kretanjima te bacaju ozbiljnu sumnju na legalnost izbora.
Na adresi Dusina 0, prema popisu birača, prebivaju 404 osobe koje imaju pravo glasa na izborima u Hrvatskoj. Ništa, naizgled, ne bi bilo čudno da Dusina nije mjestašce pored Vrgorca i da u cijelom mjestu zasigurno ne živi toliko ljudi. Nadalje, 404 osobe prijavljene na jednoj adresi, jednom kućnom broju, značile bi da maleno mjesto pored Vrgorca ima neboder impozantnih dimenzija.
Usporedbe radi, u jednom neboderu od 17 katova u zapadnom dijelu Zagreba prebivalište ima 158 birača, u prosječnoj trokatnici u središtu grada oko 25. Prema tome, na adresi Dusina 0 trebao bi biti stambeni neboder od 35 katova, ako ne i više. Nadalje, u cijeloj Dusini prebiva 530 birača, pa ispada da njih 76 posto prebivalište ima prijavljeno na adresi Dusina 0. To nije jedina sumnjiva adresa, koja ukazuje na manipulacije i nezakonitosti koje se rade s popisima birača, ne samo u Dusini.
Na adresi Dusina 999 prebivaju 34 birača, a na ostale 43 adrese prebivaju 92 upisana birača. U Dusini postoji čak i adresa Dusina 0/0 na kojoj je prijavljen jedan birač.
Podatke o Dusini, njenim adresama i tome koliko je birača prijavljeno na pojedinoj adresi, ali i svim drugim adresama u Hrvatskoj, moguće je vidjeti na internetskoj stranici Rakara. On je smatrao da se može demonstrirati i dokazati što se sve u Hrvatskoj radi s popisima birača koji su stalna tema prijepora jer usprkos lošoj demografiji broj birača u Hrvatskoj je u stalnom porastu. Upravo je službeni popis birača izvor podataka prema kojemu je Rakar kreirao internetsku stranicu. Prema Rakarovim spoznajama, posebno su na udaru zakonski krajnje sumnjivog prijavljivanja prebivališta krajevi uz granicu s Bosnom i Hercegovinom u IX. izbornoj jedinici koja pokriva veći dio Dalmacije. Birači fiktivno prijavljuju prebivalište u Hrvatskoj, zapravo žive u Hercegovini, a to se radi uz, najblaže rečeno, blagoslov državnih organa, uključujući i policiju.
"Policija u pograničnim područjima prilikom prijave prebivališta često kreira kućni broj 0", navodi Rakar, "a takav je slučaj po svoj prilici i u Dusini". Razlog za prijavu u Hrvatskoj je stanovnicima iz pograničnih dijelova susjedne države prema Rakaru jednostavan: tako se dobiva socijalna pomoć i ostvaruje cijeli niz drugih prava, a zauzvrat se od tako prijavljenih birača traži da svoj glas na izborima daju HDZ-u, čime su izbori de facto lažirani.
"To se ne događa slučajno, to je planski, organizirani kriminal", smatra Rakar. Prema procjenama, na prošlim parlamentarim izborima u toj je izbornoj jedinici HDZ osvojio 10, a SDP četiri mandata.
Osim da provjere koliko je birača prijavljeno na pojedinoj adresi, Rakar poziva i građane da na toj internetskoj stranici objave i fotografije sumnjivih adresa, odnosno zgrada u kojima je prijavljen sumnjivo ili nemoguće velik broj birača. Tako je objavljena fotografija obiteljske katnice iz Šopotske 10 u Zadru, gdje je prijavljeno – 19 birača.
Neobičan slučaj zabilježen je i u Podprologu, također graničnom mjestu prema Hercegovini. Na adresi Podprolog 0 prijavljena su 332 birača. Inače, u cijelom je mjestu prijavljen 401 birač, pa ispada da njih skoro 83 % prebiva na istoj adresi. Osim te adrese, sumnjiva je i adresa Podprolog 999, na kojoj je prijavljeno 16 birača. Na preostalih 29 adresa prijavljena su 53 birača.
Dojam je kako PU nije previše sumnjala ni obavila dovoljno provjera. U suprotnom, birački popisi, dostupni i na internetu, ne bi bili neažurni i sugerirali da su “mala sela puna nebodera koji bi jedino mogli opavdavati brojne birače”. Predsjednik Izbornog povjerenstva općine Konavle Frano Herendija, zbunjen podacima o biračima, samo je rekao da “Povjerenstvo nema ingerencije za biračke popise jer je to posao Državne uprave”, dok je načelnik Odjela upravnih i inpekcijskih poslova dubrovačke PU Siniša Bačić bio određeniji: "Sve je najbolje objasniti na primjeru “adresa-rekordera” Vid 0 i Prud 0 gdje nije riječ o 281, nego samo o 91 biraču, a i tada samo o onim prijavljenim prije rata. Uvidom u osobne podatke utvrdio sam da većina nema osobnu iskaznicu ni pravo glasovati. Na Prud 0 nema 140, nego 37 prijavljenih. Na adrese s kućnim brojem 0 više ne primamo prijave, jer je to ostatak bivših vremena. Dio tih građana živi vani te za dobivanje osobnih dokumenata moraju donijeti nove potvrde iz katastra".

### Povećanje broja birača
Da se mnogo toga sumnjivog s popisima birača zbivalo, posebno u pograničnim područjima i posebno u IX. izbornoj jedinici, vidljivo je i iz usporedbe popisa birača za parlamentarne izbore 2003. godine i 2007. godine. Naime, u toj je izbornoj jedinici broj birača između tih dvaju izbora povećan za točno 40.150, što je daleko najveći porast broja birača u jednoj izbornoj jedinici.

### Optužbe o organiziranom glasovanju
Postoji nekoliko optužbi o organiziranom glasovanju. Primjerice, vodeći nakon prvoga kruga gradonačelničkih izbora 2009. bio je kandidat HDZ-a Borislav Matković, inače bivši gradonačelnik i saborski zastupnik, koji je osvojio 2.314 glasova ili točno 50 %, jedan glas manje od potrebne većine za pobjedu. Međutim, prema tvrdnjama njegova suparnika nezavisnog kandidata Miljenka Pivca (osvojio 1.788 glasova ili 38,63 %), na izborni je dan 17. svibnja dovezeno više od tisuću birača autobusima iz Hercegovine ne bi li svoj glas dalo Matkoviću, otkriva Novi list.
Po vrgoračkom kraju, pričaju mještani, širi se atmosfera straha i prijetnje onima koji u prvome krugu nisu dali svoj glas Matkoviću, pa čak i da je policija htjela privesti člana biračkog odbora koji je radio svoj posao i od birača tražio – identifikacijsku ispravu. Zastrašuju se i birači koji se dovoze iz inozemstva tvrdnjom da će im se oduzeti prava koja imaju poput dječjeg doplatka i sličnih socijalnih prava, navodi Novi list.
U prilog tezi o velikom dovozu birača sa strane ide i podatak da je u Vrgorcu zabilježen najviši odaziv birača od svih gradova u Splitsko-dalmatinskoj županiji –64,45 %.
Već samo otkrivanje priče o biračima s fiktivnim prebivalištem izazvalo je povišenu napetost u kraju, pa je tako napadnuta i televizijska ekipa koja je htjela snimiti prilog o tome. Navodna policijska istraga oko nezakonite prijave prebivališta pokazala je kako je sve u redu, usprkos postojanju osobnih iskaznica s nepostojećim adresama. Miljenko Pivac smatra da su građani Vrgorca oštećeni u svom temeljnom pravu jer ne mogu sami izabrati svoju lokalnu vlast. U tom izboru, naime, uvelike sudjeluju oni koji zapravo ne prebivaju u Vrgorcu: "Mi smo taoci jer ne možemo sami izabrati svoju vlast, koja god da je, jer imamo 30 do 40 posto fiktivno prijavljenih birača", smatra Pivac i dodaje da je u tom slučaju pitanje smisla organizirati izbore.

### Optužbe o glasovanju mrtvih birača
Više puta je bilo primjedbi da se na popisima birača nalaze mrtvi, a u nekoliko slučajeva bilo je čak i primjera kada su nevladine organizacija otkrile da su mrtvi glasovali na izborima.
Tako je, primjerice, GONG upozorio kako procjenjuju da na popisu birača 2007. za inozemstvo ima najmanje 20 posto preminulih, ali su ipak bili zadovoljni jer su zabilježili mali broj nepravilnosti, pa stanje ocjenjuju puno boljim nego na prethodnim predsjedničkim izborima. Budući da postoji mogućnost zlouporabe popisa birača za dijasporu, GONG je pozvao nadležne da što prije ažuriraju popise kako netko ne bi došao u iskušenje da glasuje umjesto mrtvih osoba. 
Kažu kako postoji opasnost da će broj mrtvih birača iz godine u godinu biti sve veći ako se popisi ne ažuriraju. Zanimljivo je da je na popisu i dalje Anđa Bezer koja je "mrtva" glasovala na predsjedničkim izborima, no tada nije zlouporabljen njezin glas. Provjerom mogućih zlouporaba kod devet slučajno odabranih starijih birača, utvrđeno je da je glasovala i 90-godišnjakinja koja je umrla prije dvije godine, dok druga biračica nije izašla na izbore zbog bolesti ali je označena kao da je glasala. U ostalim slučajevima nisu utvrđene nepravilnosti.
"Žao nam je što se to ponovno dogodilo, iako u puno manjoj mjeri nego na predsjedničkim izborima", rekao je zamjenik predsjednice GONG-a Dragan Zelić.
Komentirajući nesređene popise birača i opasnost da će opet mrtvi glasovati u izborima 2009., tadašnji hrvatski predsjednik Stipe Mesić je rekao da je “poslije svakih izbora treba urediti popise birača, ali ništa se nije poduzelo, pa kad dođu izbori opet mrtvi glasuju. Jedino neće u Varaždinu, tamo je groblje pod videonadzorom“, zaključio je ironični Mesić.

### Fiktivno prijavljeni Srbi
Desne stranke u Republici Hrvatskoj, kao i njima sklone nevladine udruge ističu slučajeve Srba koji su prijavljeni u Republici Hrvatskoj dok u stvarnosti žive u Srbiji. Tako je za izbore 2011. zabilježen slučaj dolaska najmanje 22 autobusa s oko 2000 glasača iz Srbije na birališta po RH. Uglavnom se radi o Srbima koji su izbjegli nakon Operacije oluja. Posebno osjetljiv je slučaj pograničnog grada Vukovara: desne stranke tvrde da za vrijeme izbora autobusi dovode veliki broj glasača iz Srbije te tako mijenjaju volju birača. U travnju 2014. otkrivena su 3 policajca iz Policijske uprave Vukovarsko-srijemske županije za koje se otkrilo da u stvarnosti žive preko granice u Srbiji te ostavljaju odore i oružje bez nadzora.
Tijekom izbora 2011. na području općine Kistanje je izbila afera. Načelnik Slobodan Rončević (Srbin) je sredinom studenog 2011. uoči izbora zbog ostvarivanja stanarskog prava prebivalište u tajnosti prebacio u Zadar. Istodobno je nastavio voditi općinu u kojoj formalno nije živio. Kada se to razotkrilo morao je dati ostavku jer grad/općinu po zakonu ne može voditi netko tko nije tamo i prijavljen što je općinu Kistanje koštalo prijevremenih izbora.